# Rama (ort i Israel)
Rama (hebreiska: רמה) är en arabisk ort i Israel.   Den ligger i distriktet Norra distriktet, i den norra delen av landet. Rama ligger 435 meter över havet och antalet invånare är 7 500.
Terrängen runt Rama är lite bergig, och sluttar söderut.Runt Rama är det tätbefolkat, med 982 invånare per kvadratkilometer. Närmaste större samhälle är Karmi'el, 6,3 km väster om Rama. Trakten runt Rama består till största delen av jordbruksmark.